# Många år jag gick på syndens väg
Många år jag gick på syndens väg är en psalm med text av William R Newell och musik av Daniel Brink Towner. Texten översattes till svenska 1913.

## Publicerad i
- Segertoner 1988 som nr 519 under rubriken "Att leva av tro - Omvändelse".[1]